# Kravarsko
Kravarsko  è un comune della Croazia di 1 983 abitanti della Regione di Zagabria.